# مفوني

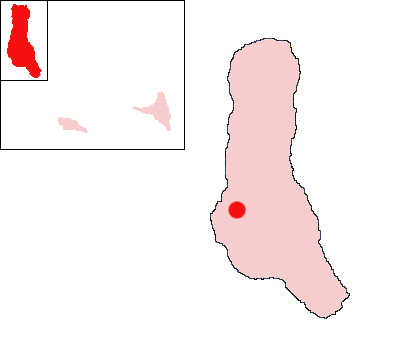
موقع مفوني في جزيرة القمر الكبرى

مفوني هي مدينة تقع في جزيرة القمر الكبرى في جزر القمر. وتقع على بعد 6.9 كيلومترًا من عاصمة البلاد موروني.